# Реньє де Клерк
Реньє де Клерк (нід. Reinier de Klerk; 19 листопада 1710 — 1 вересня 1780) — тридцять перший генерал-губернатор Голландської Ост-Індії.

## Біографія
Реньє де Клерк народився в Мідделбурзі. В молодості він працював гардемарином на військовому кораблі "Kamer van Zeeland", обов'язком якого було супровід вантажних суден, що курсували між Нідерландами і Ост-Індією. В жовтні 1730 року він назавжди покидає Європу на кораблі "t Vliegend Hert" і поселяється в Батавії.
В колоніях він продовжує кар'єру на флоті: протягом 1735-1737 років він є капітаном на невеликому кораблі, що курсує між Батавією і Падангом. Пізніше він допомагав суматранським князям Баросу і Соркаму в їх боротьбі проти Ачеху. В листах, надісланих князями до генерал-губернатора де Клерк згадується як "доблесний герой".
Через його здібність в дипломатії і успіхи в улагодженні суперечок між місцевими правителями в 1737 році він призначається резидентом в Лампунг. Там йому вдалося запобігди невигідному VOC конфлікту між Бантамом і Палембангом. На кордоні між султанатами він збудував форт, назвавши його на честь генерал-губернатора Валкеніра Валкеног.
В 1741 році, після відомих подій Батавської різанини де Клерк повернувся на Яву. Він був назначений секретарем експедиції з придушення китайських повстанців і їх яванських союзників. тут він також проявив свій дипломатичний хист: в Семаранзі йому вдалося хитрістю умовити яванського лідера повстанців здатися.
Після цього успіху де Клерк в 1742 році був призначений начальником північно-східного узбережжя Яви, з центром в Сурабаї, а в 1749 році- губернатором острова Банда Нейра.
В 1753 році де Клерк повернувся в Батавію. Там він одружився з Софією Франсиною Вестпалм і написав трактат про острова Банда.
В 1775 році він змінив ван Рімсдейка, назначеного генерал-губернатором на посаді генерального директора. Через кілька років, в 1778 році він сам стає генерал-губернатором.
Після свого призначення на посаду, де Клерк активно почав впроваджувати реформи. Зокрема, він відмінив "придворні ритуали", яки встигли сформуватися навколо посади генерал-губернатора: так, люди повинні були стояти з непокритою головою на узбіччях доріг, коли він або його дружина проїжджали по дорозі, а місцеві правителі повинні були здійснювати подорожі до Батавії, щоб привітати нового генерал-губернатора з призначеням на посаду.
Де Клерк посилив вплив VOC на Сулавесі, захопивши Гова неподалік Макасару; побудував фортецю в Понтіанаці, взяв під контроль торгівлю алмазами, воском і саго. Під його керівництвом Молуккські острови повністю перейшли під владу VOC.
В 1778 році він очолив ним же сформовану Літературну спілку Батавії. Він намагався, хоча і малоуспішно, ввести голландську мову як мову шкільної освіти. В цьому ж коці між де Клерком і Радою Юстиції виник конфлікт щодо права генерал-губернатора первіряти всі документи.
В 1779 році де Клерк сильно захворів і був вимушений передати посаду Віллему Альтінгу. Реньє де Клерк помер в своєму маєтку 1 вересня 1780 року.
За керівництва де Клерка Голландська Ост-Індійська компанія змінилася від організації, в основному зацікавленої торгівлею, до органіхації, націленої на створення дійсно колоніальної імперії. Перші передумови до Ачехської війни були закладені при де Клерку.